# Synedoida heathi
Synedoida heathi là một loài bướm đêm trong họ Erebidae.